# Blackett

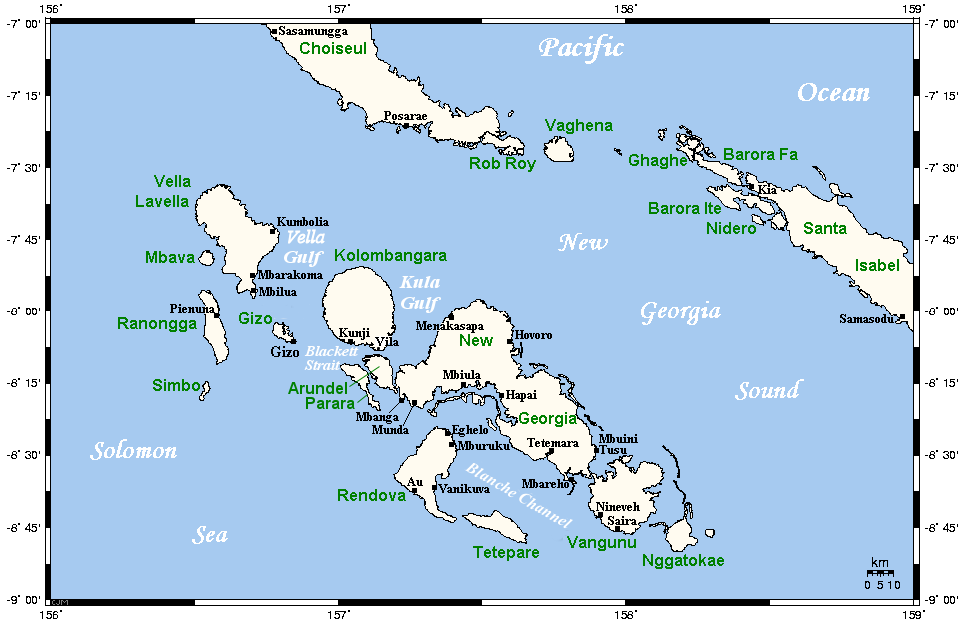
Cieśnina Blackett rozdziela wyspy Kolombangara i Arundel

Blackett (ang. Blackett Strait) — cieśnina w archipelagu Wysp Salomona łącząca zatoki Vella i Kula oraz rozdzielająca wyspę Kolombangara od Arundel.